# حمية السكري

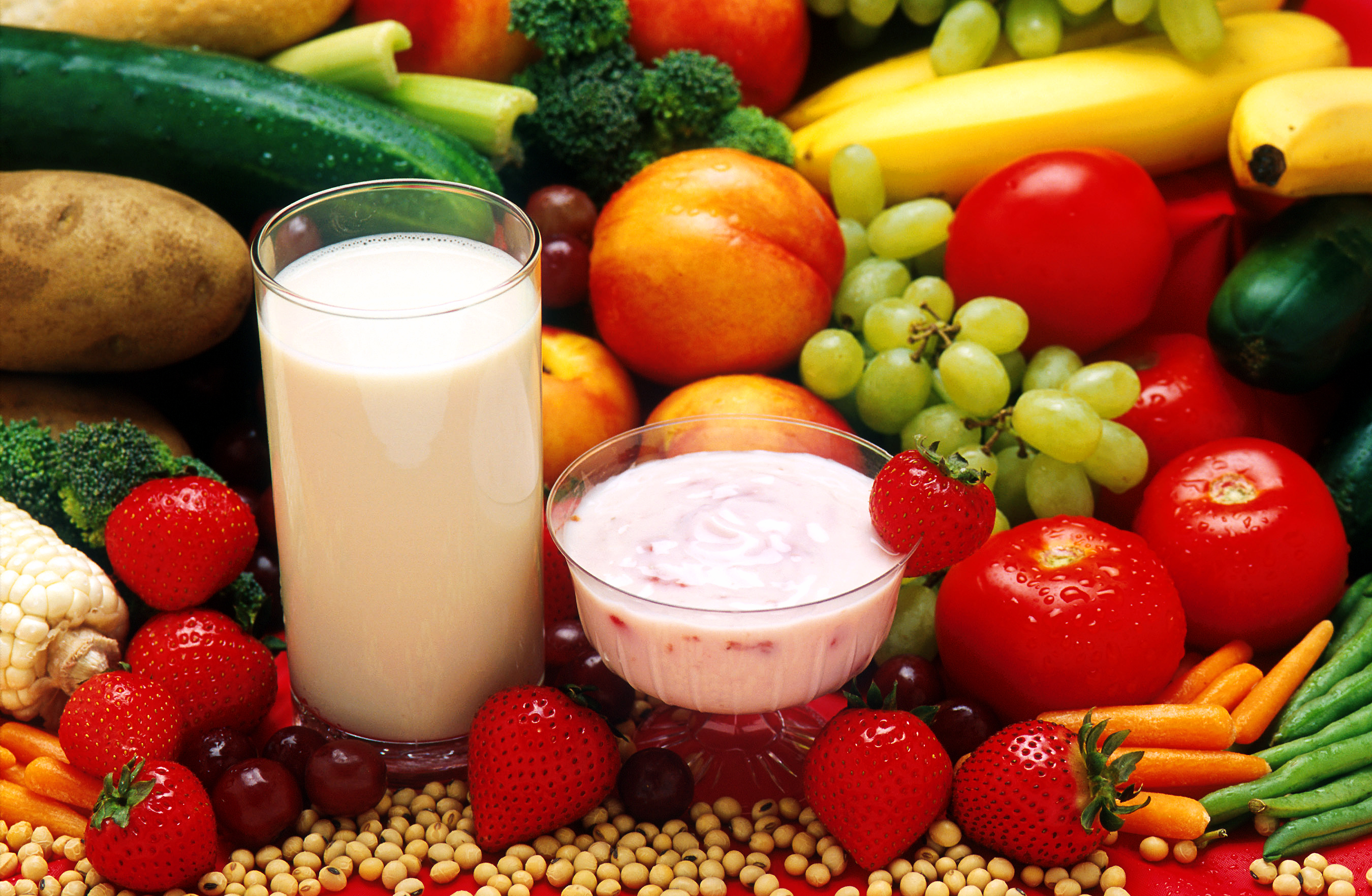

النظام الغذائي لمرضى السكري أو حمية السكري يعتبر أكثر النظم الغذائية التي يوصى بها في الأغلب ذلك النظام الذي ترتفع فيه نسبة الألياف الغذائية، في حين تنخفض فيه نسبة الدهون (وخصوصًا الدهون المشبعة). وتتراوح النسبة الموصى بها لمقدار الكربوهيدرات المفترض الحصول عليه يوميًا من إجمالي السعرات الحرارية التي يحصل عليها الجسم ما بين 1/6 إلى %75- وقد أشارت دراسة أجريت عام 2006 إلى أن النسبة الموصى بها تتراوح ما بين 40 إلى %65.  وربما يتم حث مرضى السكري على التقليل من الكربوهيدرات عالية المؤشر الجلايسيمي، غير أن ذلك أيضًا موضع خلاف. (في حالات نقص سكر الدم، ينصح المرضى بتناول أطعمة أو مشروبات يمكن أن ترفع مستوى سكر الدم بسرعة، يليها أحد أنواع الكربوهيدرات طويلة المفعول (مثل خبز الجاودار) للحد من تفاقم حالة نقص سكر الدم.)  لكن البعض الآخر يشكك في جدوى المؤشر الجلايسيمي وينصح بتناول الأغذية عالية المؤشر الجلايسيمي مثل البطاطس والأرز.

## تاريخ ظهور النظم الغذائية الخاصة بمرض السكري
لعلاج مرض السكري بالنظم الغذائية تاريخ طويل - وكما يشير الباحثان راماشاندران وفيسواناثان (1998)، فإن العلاج بالنظام الغذائي لمرض السكري يعود إلى عام 3,500 قبل الميلاد في مصر، كما كان مستخدمًا في الهند من قِبَل الطبيبين الهنديين سوشروتا وتشاراكا منذ أكثر من 2000 عام مضى.   ويشير هذان المؤلفان إلى أنه في القرن الثامن عشر، أوضح جون رولو أن التقليل من السعرات الحرارية في النظام الغذائي لمرضى السكري ربما يحد من زيادة السكر في البول لديهم.  وعلى الرغم من ذلك، فربما يمكن القول إن التاريخ الأكثر حداثةً للنظم الغذائية الخاصة بمرض السكري قد بدأ مع فريدريك ماديسون آلن الذي أوصى، في الأيام التي سبقت اكتشاف الأنسولين، بألا يتناول الأفراد الذين يعانون من مرض السكري سوى أغذية منخفضة السعرات الحرارية بحيث تمنع حدوث حموضة الدم الكيتونية التي من شأنها أن تودي بحياتهم.  كان هذا أسلوبًا لم يفد في حقيقة الأمر في علاج مرض السكري، وإنما أسهم فحسب في إطالة عمر المرضى المصابين به لفترة محدودة. إن استخدام الأنسولين لأول مرة من قِبَل فريدريك بانتينج في عام 1922 قد غير مجرى الأمور، وفي نهاية المطاف أتاح للمرضى مزيدًا من المرونة في اختيار نظامهم الغذائي.

## نظام البدائل الغذائية
في فترة الخمسينيات من القرن العشرين، وضعت الجمعية الأمريكية لمرض السكري، بالتعاون مع الهيئة العامة للخدمات الصحية بالولايات المتحدة الأمريكية، «نظام البدائل الغذائية» (the exchange scheme). وكان عبارة عن نظام يسمح للأفراد بمبادلة الأغذية المتماثلة في القيمة الغذائية (على سبيل المثال، الكربوهيدرات) ببعضها. لذلك، مثلاً، إذا كنت ترغب في الحصول على مقدار أكبر من المقدار المعتاد من الكربوهيدرات من الحلويات، يمكنك تقليل مقدار النشويات التي تتناولها في الوجبة الأولى. وقد تم إدخال تعديلات على هذا النظام في أعوام 1976 و1986 و1995 (تشالمرز وبيترسون، في ص 85 من الكتاب الذي اشتركا في تأليفه والصادر عام 1999). 

## تطورات لاحقة
وعلى الرغم من ذلك، فإن بعض إخصائيي التغذية المتخصصين في النظم الغذائية الخاصة بمرض السكري في عصرنا الحاضر لا يوصون باتباع نظام البدائل الغذائية. وبدلاً من ذلك، فإنهم عادًة ما يوصون باتباع نظام غذائي صحي نموذجي: يحتوي على نسبة ألياف عالية، من خلال اشتماله على مجموعة منوعة من الفواكه والخضراوات، في الوقت الذي تنخفض فيه نسبة كل من السكريات والدهون، وعلى وجه الخصوص الدهون المشبعة. وقد أوصى جيمس أندرسون باتباع نظام غذائي ترتفع فيه نسبة الألياف النباتية (جاءت هذه التوصية في كتاب أندرسون ووارد الصادر عام 1979، ثم اقتبسها كل من موري وبيزورنو في موسوعة العلاج الطبيعي التي اشتركا معًا في تأليفها والصادرة عام 1990).
وقد ينظر لهذا النظام على أنه استكمال للعمل البحثي لكل من دنيس بركيت وهيو ترويل حول الألياف الغذائية، والذي ربما ينظر إليه بالتبعية على أنه استكمال لعمل برايس البحثي في إطار الموضوع نفسه (موري وبيزورنو، 1990)
في عام 1976، افتتح إخصائي التغذية الأمريكي نيثان بريتيكين مركزًا يخضع فيه مرضى السكري لبرنامج يتألف من نظام غذائي وتمرينات رياضية (برنامج بريتيكين) ويتميز النظام الغذائي في هذا البرنامج بارتفاع نسبة الكربوهيدرات والألياف فيه، من خلال احتوائه على فاكهة وخضراوات طازجة وأغذية مصنوعة من دقيق كامل. وقد كشفت دراسة تم إجراؤها في جامعة كاليفورنيا في لوس أنجلوس في عام 2005 عن أن هذا البرنامج قد أدى إلى حدوث تحسن ملحوظ في حالة مجموعة من المرضى، سواء في مرحلة الإصابة بمرض السكري أو في مرحلة ما قبل الإصابة به، وذلك خلال فترة لم تتجاوز ثلاثة أسابيع، إلى حد أن نحو نصف هؤلاء المرضى لم تعد تنطبق عليهم معايير تشخيص الإصابة بهذا المرض.
على الجانب الآخر، في عام 1983، بدأ الدكتور ريتشارد بيرنشتاين في علاج المرضى في كل من مرحلتي الإصابة بمرض السكري وما قبل الإصابة به بنجاح اعتمادًا على نظام غذائي منخفض  الكربوهيدرات بدرجة كبيرة، يتجنب فيه الفواكه والسكر المضاف والنشا.  ويحدد كل من برنامج بريتيكين وأسلوب بيرنشتاين شكل التمرينات التي سيمارسها المرضى.  

## الكربوهيدرات
أوصت الجمعية الأمريكية لمرض السكري في عام 1994 بضرورة أن تكون نسبة تتراوح ما بين %60 إلى %70 من مقدار السعرات الحرارية التي يتم الحصول عليها في صورة كربوهيدرات. وكما ذكر أعلاه، فإن هذا أمر مثير للجدل، إذ إن بعض الباحثين يرون أنه من الأفضل أن تكون تلك النسبة %40 أو أقل، في حين يؤكد آخرون على فوائد اتباع نظام غذائي غني بالألياف يشتمل على كربوهيدرات بنسبة %75. 
وقد تضمن مقال يلخص وجهة نظر الجمعية الأمريكية لمرض السكري العبارة التالية: «يمكن الاستعاضة عن الأغذية التي تحتوي على السكروز بأنواع أخرى من الكربوهيدرات في خطة الوجبات الغذائية، أو، في حالة إضافتها إلى خطة الوجبات الغذائية، يمكن أن تدعم هذه الخطة بنظام علاج بالأنسولين أو بنظام علاج لخفض نسبة السكر في الدم. وينبغي توخي الحذر لتجنب تناول مقدار مفرط من السعرات الحرارية.» إن السكروز لا يزيد من معدل سكر الدم بدرجة أكبر من العدد نفسه من السعرات الذي يتم الحصول عليه في صورة نشا. وعلى الرغم من أنه لا ينصح باستخدام الفركتوز كمحلٍ، فإنه لا يجب تجنب الفواكه لمجرد أنها تحتوي على فركتوز. ويمكن الحصول على فوائد من تناول الألياف الغذائية جنبًا إلى جنب مع الكربوهيدرات؛ وكما يشير «فرانسيس» (1987)، فإن ثمة أدلة توضح أن تناول الكربوهيدرات مع الألياف الغذائية سيؤثر بدرجة أقل على زيادة نسبة السكر في الدم مما إذا تم تناول المقدار نفسه من الكربوهيدرات على حدة.  
ويمكن القول إن ما لم يتم تضمينه في العموم في التوصيات الخاصة بالنظام الغذائي لمرضى السكري هو الأنواع المختلفة من الأطعمة الغنية بالكربوهيدرات.
وعلى الرغم من أن هناك اعتقادًا سائدًا مفاده أن سكر المائدة يلعب دورًا في الإصابة بمرض السكري، فإن له مؤشر جلايسيمي متوسط (يتراوح ما بين 55 إلى 69) ينتج فعليًا مستويات أقل من سكر الدم من الكم نفسه من السعرات الحرارية الذي يتم الحصول عليه من المصادر الأخرى من الكربوهيدرات. وقد أوصت الجمعية الكندية لمرض السكري بأن يتم تضمين سكر المائدة كجزء من النظام الغذائي لمرضى السكري.

## البدائل الغذائية منخفضة الكربوهيدرات
توضح بعض الدراسات أن اتباع نظام غذائي منخفض الكربوهيدرات أو نظام غذائي منخفض المؤشر الجلايسيمي ربما يكون فعالاً في إدارة مرض السكري من النوع الثاني، نظرًا لأن كلا الأسلوبين يحول دون حدوث زيادة حادة في نسبة السكر في الدم بعد تناول الطعام.
وينتقد الدكتور ريتشارد بيرنشتاين بشدة الخطة الغذائية القياسية التي وضعتها الجمعية الأمريكية لمرض السكري. وتشمل خطته تناول كميات محدودة من الكربوهيدرات (30 جرام كل يوم)، جنبًا إلى جنب مع مراقبة نسبة السكر في الدم وممارسة تمرينات بناء العضلات العنيفة بانتظام، وبالنسبة لمرضى السكري الذين يستخدمون الأنسولين، الحقن بجرعات صغيرة من الأنسولين عند اللزوم. ويتمثل الهدف من النظام العلاجي الذي يقدمه بيرنشتاين في «الاقتراب من مستويات سكر الدم الطبيعي» على الدوام. 

## بدائل الأغذية النباتية
لقد أظهرت الدراسات الحديثة أن اتباع نظام غذائي نباتي قد يكون فعالاً أيضًا في إدارة مرض السكري من النوع الثاني.

## توقيت الوجبات الغذائية
بالنسبة للأفراد الذين يعانون من مرض السكري، لا يتمثل النظام الغذائي الصحي في اختيار الأغذية الصحية التي يجب أن يتناولوها فحسب، وإنما أيضا في تحديد التوقيت الصحيح لتناولها. لقد تناول الباحثون سونسكين وفوكس وجود في كتاب اشتركوا معًا في تأليفه وصدر في عام 1988 التساؤل المطروح بصدد الفترة التي يجب أن ينتظرها مريض السكري بعد أخذ حقنة الأنسولين قبل أن يتناول أية وجبة غذائية. وتتمثل الإجابة عن ذلك التساؤل في أن تحديد تلك الفترة يعتمد على نوع الأنسولين الذي يتناوله المريض وما إذا كان طويل أم متوسط أم قصير المفعول. وإذا تحقق المرضى من نسبة سكر الدم وقت النوم واكتشفوا أنها منخفضة، يكون من المستحب أن يتناولوا كربوهيدرات طويلة المفعول قبل أن يخلدوا للنوم وذلك للحيلولة دون نقص سكر الدم أثناء الليل.  

## منتجات خاصة لمرضى السكري
في الآونة الأخيرة، حذرت الجمعية البريطانية لمرض السكري من شراء المنتجات المصممة خصيصًا للأشخاص الذين يعانون من مرض السكري، انطلاقا من الأسباب التالية: 
- يمكن أن تكون هذه المنتجات باهظة التكلفة.
- يمكن أن تحتوي على مستويات عالية من الدهون.
- يمكن ألا تعود بأية فوائد خاصة على الأفراد الذين يعانون من مرض السكري.

وقد أظهرت الأبحاث أن فطر المايتاك (Grifola frondosa) له تأثير خافض لسكر الدم، وربما يفيد في إدارة مرض السكري. ويتمثل السبب في أن فطر المايتاك يقلل من سكر الدم في أن هذا الفطر عادةً ما يعمل عمل مثبط لإنزيم ألفا جلوكوسيديز. ولقد لوحظ أن أنواعًا أخرى من الفطريات مثل فطر الريشي،
و،Agaricus blazei
وAgrocybe cylindracea
وفطر الكورديسيبس  تقلل مستويات سكر الدم إلى حد معين، مع أن آلية عملها غير معروفة حتى يومنا هذا.

## الكحول والعقاقير
ينصح مرضى السكري بالاعتدال في تناول الكحول وبعض أنواع العقاقير. فالكحول يحول دون تكون الجليكوجين في الكبد، وبعض العقاقير تثبط أعراض الجوع. وقد يؤدي ذلك، جنبًا إلى جنب مع خلل الحكم على الأمور وضعف الذاكرة وضعف التركيز الذي تسببه بعض العقاقير، إلى نقص سكر الدم.

## نظم غذائية خاصة
يشتمل نظام بريتيكين الغذائي على فواكه وخضراوات وأغذية مصنوعة من دقيق كامل وما إلى ذلك، ويتميز بارتفاع نسبة الكربوهيدرات والخشائن فيه. ويصاحب هذا النظام الغذائي ممارسة تمرينات رياضية.
نظام المؤشر الجلايسيمي الغذائي - من خلال تضمين أغذية منخفضة المؤشر الجلايسيمي في النظام الغذائي للفرد المصاب بمرض السكري، يمكن أن يساعد هذا النظام في السيطرة على المرض بشكل أفضل. ويعتمد هذا النظام على تجنب أغذية مثل البطاطس المطهية بطرق معينة غير صحية والخبز الأبيض، والتركيز بدلاً من ذلك على الخبز متعدد الحبوب والخبز من العجين المخمر والبقوليات والأغذية المصنوعة من دقيق كامل - أنواع الأغذية التي تتحول بشكل أبطأ من غيرها إلى سكر في مجرى الدم. 
النظام الغذائي منخفض الكربوهيدرات - لقد أشير إلى أن التخلص من الكربوهيدرات في النظام الغذائي تدريجيًا والاستعاضة عنها بأطعمة مثل المكسرات والحبوب واللحوم والأسماك والزيوت والبيض والأفوكادو والزيتون والخضراوات ربما يسهم في مقاومة مرض السكري. وهنا، ستصبح الدهون هي المصدر الأساسي لإمداد الجسم بالسعرات الحرارية، وستقل المضاعفات الناتجة عن مقاومة الأنسولين. ومع ذلك، فإنه من المهم بشكل حيوي أن يكون هذا النظام الغذائي منخفضًا في نسبة الدهون المشبعة. تشرح الجمعية الأمريكية لمرض السكري ذلك فيما يلي: «ترفع الدهون المشبعة مستوى الكوليسترول في الدم. ويمثل ارتفاع الكوليسترول في الدم عامل خطر للإصابة بأمراض القلب. وتزداد حالات الإصابة بأمراض القلب لدى الأفراد الذين يعانون من مرض السكري.»
النظام الغذائي عالي الألياف - لقد تبين أن النظام الغذائي الغني بالألياف له تأثير أفضل من النظام الغذائي الذي اقترحته الجمعية الأمريكية لمرض السكري في التحكم في مرض السكري، وربما في مستويات السكر في الدم، وذلك بنفس مستوى فاعلية عقاقير علاج السكري التي تؤخذ عن طريق الفم.  
نظام العصر الحجري - لقد ثبت أن نظام العصر الحجري يحسن من مستوى تحمل السكر لدى البشر الذين يعانون من مرض السكري من النوع الثاني، والبشر الذين يعانون من مرض نقص التروية القلبية ومن عدم تحمل السكر ولدى الخنازير غير المصابة بأمراض. وتعد هذه مجموعة محدودة من الدراسات في عدد قليل من الموضوعات، غير أنه قد بدأت تظهر معلومات متعلقة بفوائد نظام العصر الحجري في علاج مرض السكري. ويعد الأساس العلمي لنظام العصر الحجري والعلاقة بين ما يتناوله البشر وأمراض العالم الغربي (بما فيها السكري وارتفاع ضغط الدم والسمنة ونقص التروية القلبية والسكتة) هو الموضوع الذي تناولته مجموعة مراجع شاملة، موجهة لكلٍ من المتخصصين وغير المتخصصين المهتمين بهذا الموضوع بالمثل من عامة الجمهور، والتي يزيد عددها عن 2000 مرجع.  
- النظام الغذائي النباتي - يحسن النظام الغذائي النباتي منخفض الدهون من القدرة على التحكم في مستوى السكر في الدم، شأنه في ذلك شأن النظام الغذائي الذي تطرحه الجمعية الأمريكية لمرض السكري.[16]